# Беляева, Екатерина Константиновна
Екатерина Константиновна Беляева (род. 22 июня 2003, Москва) — российская прыгунья в воду. Призёр чемпионата мира, трёхкратная  чемпионка Европы, неоднократный призер чемпионатов Европы. 

## Биография
В 2016 году стала победительницей II Всероссийской летней Спартакиады спортивных школ по прыжкам в воду на трехметровом трамплине.  
В 2018 году на взрослом чемпионате Европы в Глазго, в паре с Юлией Тимошининой завоевала серебряную медаль континентального первенства.
На чемпионате мира 2019 года в корейском Кванджу в синхронных прыжках, в миксте, с 10-метровой вышки, в паре с Виктором Минибаевым завоевала серебряную медаль чемпионата планеты, набрав в финале сумму 311,28 баллов.
В мае 2021 года, на чемпионате Европы по водным видам спорта, который состоялся в Венгрии, Екатерина в составе команды России, в командных соревнованиях, завоевала золотую медаль турнира. В паре с Виктором Минибаевым в миксте в прыжках с вышки она стала бронзовым призёром чемпионата. В синхронных прыжках с вышки вместе с Юлией Тимошининой завоевала чемпионский титул. 